# Polyplax brachyuromyis
Polyplax brachyuromyis är en insektsart som beskrevs av Kim och Emerson 1974. Polyplax brachyuromyis ingår i släktet Polyplax och familjen ledlöss. Inga underarter finns listade i Catalogue of Life.